# نائومی واتانابه
نائومی واتانابه (انگلیسی: Naomi Watanabe؛ زادهٔ ۲۳ اکتبر ۱۹۸۷) بازیگر، کمدین، طراحی مد اهل ژاپن است.